# Oleg Sztefanko
Oleg Sztefanko ros. Олег Степанович Штефанко (ur. 7 września 1959 w Doniecku) – radziecki i rosyjski aktor teatralny i filmowy, z pochodzenia Ukrainiec.

## Życiorys
Urodził się w Doniecku, gdzie w 1976 ukończył szkołę średnią. Następnie w 1976 rozpoczął studia w Wyższej Szkole Teatralnej im. Szczepkina w Moskwie. Po studiach w 1980 został przyjęty do trupy Teatru Małego.
W latach 1984–1985 odbył służbę wojskową w Armii Radzieckiej.
Na początku 1992 wyemigrował do USA, zamieszkał w Nowym Jorku. Zarabiał na życie imając się różnych prac, także jako model. Występował na scenie «Theater of New York City». Udało mu się zdobyć rolę w filmie, w 1994 przenosi się do Los Angeles. Jest znany w USA jako "Oleg Stefan".
Od 2003 znów gra w rosyjskich filmach i serialach.
Żonaty, ma córkę i syna.

## Wyróżnienia i nagrody
- 2004 – Grand Prix na VII Międzynarodowym Euro-Azjatyckim Teleforum za główną rolę w filmie "Господа Офицеры";
- 2005 – nominacja na 45 Międzynarodowym Festiwalu Telewizyjnym w Monte Carlo na Złotą Nimfę (Gold Nymph Award) za najlepszą rolę męską

## Filmografia
- 1981: Biednaja Masza (film telewizyjny); Dierewienskaja istorija; Czerez Gobi i Khingan
- 1983: Ekzamien na biessmiertie; Połosa weżenija (odcinek "Wizit")
- 1985: Obryw; V poiskah kapitana Granta (TV mini-serial – jako Capt. John Mangles);
- 1985: Sapiernicy (jako Siergiej Drozdow);
- 1986: Czuczeło; Wieriu w liubow;
- 1987: Aborigen;
- 1990: Ono;
- 1991: Buhta smierti; Obnażonnaja w szlapie (jako Zujew, dziennikarz);
- 1996: Pacific Blue (TV serial, jako Szigmond)
- 2001: Wielki podryw; Megiddo: The Omega Code 2;
- 2002: JAG;
- 2003: According to Jim; Frasier; Rodina żdiot;
- 2004: Igra na wybywanie; Gospoda oficery (Господа офицеры) jako Siergiej Fiedotow;
- 2005: Space Race; Silent Partner;
- 2006: Dobry agent; Obratnyj otcziot; Dwojnaja familija; Kinofestiwal;
- 2007: Kod apokalipsisa; Gruppa Zeta; Major Wietrow;
- 2008: Operatiwnaja razrabotka;
- 2009: Gra dla dwojga;
- 2010: Terminal; Psewdonim Awbaniec 3;
- 2011: Leśnik